# 清风街道
30°39′42″N 117°29′07″E / 30.661768°N 117.485252°E
清风街道，是中华人民共和国安徽省池州市贵池区下辖的一个乡镇级行政单位。
清风街道成立于2010年6月8日，东至平天湖，南至秋浦东路，西至长江北路，北至长江，辖区面积10.8平方公里。

## 名称
池州城西北的清风岭（又称青峰岭）。

## 行政区划
清风街道下辖以下地区：
翠百社区、府学社区、城北社区、沿江社区、东湖路社区、百荷园社区和汇景社区。

### 历史沿革
清风街道于清朝以前属地为贵池县地。自唐永泰元年(765年)复置池州时，清风街道即为池州州治和秋浦县治所在地。明清时期属城关镇。民国34年(1945年)改为池阳镇。1949年4月21日，贵池县解放，随后建立池州镇人民政府。

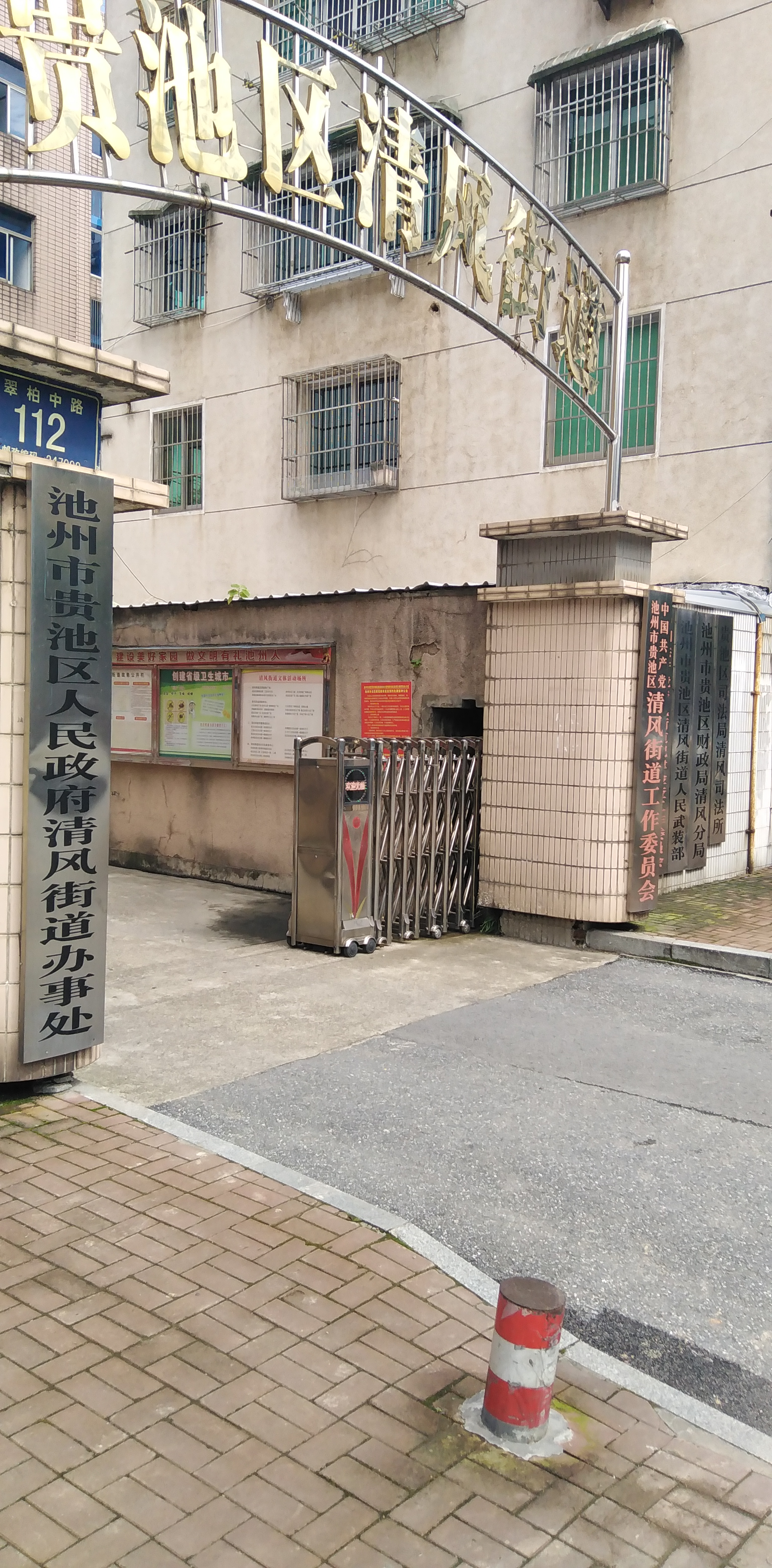
清风街道办事处所在地

1988年贵池撤县立市时，池州镇建制未变。1992年2月全市撤区并乡，池州镇一分为二，清风属池阳街道办事处。
2010年，池州市人民政府决定设立清风街道办事处，将池阳街道的城北、沿江、东湖路3个社区，秋浦街道的汇景、府学、翠百、百荷园4个社区划归清风街道管辖。

## 旅游景点
- 百荷公园建成于2002年4月，占地3.3万平方米，是池州市最大的城市公园。公园主要分为南园和北园两部分，是池州市城内第二大的绿地[8]。